# نوار دوفلزی

نمودار یک نوار دو فلزی، که نشان می دهد چگونه تفاوت انبساط حرارتی در دو فلز منجر به جابجایی جانبی بسیار بزرگتر نوار می شود.

نوار دو فلزی نواری است که از دو نوار از فلزات متفاوت تشکیل شده است که این دو فلز هنگامی که به آن ها گرما داده می شود با نرخ متفاوتی انبساط می یابند. از آن ها برای تبدیل تغییرات دمایی به جابجایی مکانیکی استفاده می شود. نرخ انبساط متفاوت این دو فلز باعث می شود که اگر نواری که در ابتدا صاف بوده است را گرم کنیم به یک جهت خم شود و اگر آن را سردتر از دمای اولیه کنیم در جهت مخالف خم شود. فلز با ضریب انبساط حرارتی بالاتر در هنگام گرم شدن نوار در سمت بیرونی منحنی و هنگام سرد شدن در سمت درونی قرار می گیرد.

یک سیم‌پیچ دو فلزی از یک ترموستات، با باز شدن به گرمای فندک واکنش نشان می‌دهد، و پس از برداشتن فندک دوباره به خود می‌پیچد.

اختراع نوار دو فلزی معمولا به جان هریسون، ساعت ساز قرن هجدهم نسبت داده می شود که آن را برای سومین کرنومتر دریایی (H3) خود در سال 1759 برای جبران تغییرات ناشی از دما در فنر تعادل ساخت. اختراع هریسون در بنای یادبود او در کلیسای وست مینستر انگلستان به رسمیت شناخته شده است.

## مشخصات
این نوار متشکل از دو نوار از فلزات متفاوت است که هنگام گرم شدن با نرخ های متفاوتی منبسط می شوند، معمولاً فولاد و مس یا در برخی موارد فولاد و برنج. نوارها در تمام طول خود با پرچ کردن ، لحیم کاری یا جوشکاری به یکدیگر متصل می شوند. نرخ انبساط های مختلف باعث می شود که نوار صاف در صورت گرم شدن به یک جهت خم شود و در صورت سرد شدن به دمایی کمتر از دمای اولیه در جهت مخالف خم شود. فلز با ضریب انبساط حرارتی بالاتر در هنگام گرم شدن نوار در سمت بیرونی منحنی و هنگام سرد شدن در سمت درونی قرار دارد. جابجایی جانبی نوار بسیار بزرگتر از انبساط طولی کوچک در هر یک از دو فلز است.
در برخی کاربردها، از نوار دو فلزی به صورت تخت استفاده می شود. در برخی دیگر، برای این که فضای کمتری اشغال کند به شکل یک سیم پیچ پیچیده می شود. طول بیشتر نوار در حالتی که به شکل سیم پیچ پیچیده شده است، حساسیت نوار را بهبود می دهد.
بر اساس فرمولی که فیزیکدان فرانسوی ایوون ویلارسو در سال 1863 در تحقیقات خود برای بهبود دقت ساعت بدست آورد، شعاع انحنا {\displaystyle R} یک نوار دو فلزی به دما {\displaystyle T} بستگی دارد:
{\displaystyle {\frac {1}{R}}-{\frac {1}{R_{0}}}={\frac {3}{2a}}{\frac {(\alpha _{2}-\alpha _{1})(T-T_{0})}{h}}={\frac {3}{2a}}{\frac {\Delta \epsilon }{h}}} ،
که در آن {\displaystyle h=h_{1}+h_{2}} ضخامت کل دو فلز است و {\displaystyle a=1+(E_{1}h_{1}^{2}-E_{2}h_{2}^{2})^{2}/(4\ E_{1}h_{1}\ E_{2}h_{2}\ h^{2})} یک ضریب بدون بعد است. برای هر نوار فلزی: {\displaystyle E_{i}} مدول یانگ است، {\displaystyle \alpha _{i}} ضریب انبساط حرارتی است و {\displaystyle h_{i}} ضخامت است. این فرمول همچنین می تواند به عنوان تابعی از کرنش نا مناسب حرارتی بازنویسی شود {\displaystyle \Delta \epsilon =(\alpha _{2}-\alpha _{1})(T-T_{0})} . و اگر مدول و ارتفاع مشابه باشند، به سادگی داریم {\displaystyle a\simeq 1} .
یک فرمول معادل را نیز می توان از تئوری تیر استخراج کرد.

## تاریخ
اولین نوار دو فلزی به جا مانده، توسط ساعت ساز قرن هجدهم جان هریسون ساخته شد که عموماً اختراع نوار دوفلزی به او نسبت داده می شود. او آن را برای سومین کرنومتر دریایی خود (H3) در سال 1759 ساخت تا تغییرات ناشی از دما در فنر تعادل را جبران کند. نباید آن را با مکانیسم دو فلزی برای تصحیح انبساط حرارتی در آونگ شبکه ای اشتباه گرفت. اولین نمونه‌های او، دو نوار فلزی جداگانه داشتند که توسط پرچ‌ها به هم وصل شده بودند، اما او تکنیک بعدی ای را نیز ابداع کرد که در آن برنج مذاب را مستقیماً بر روی یک بستر فولادی ذوب می کرد. نواری از این نوع بر آخرین ساعت او H5، نصب شد. اختراع هریسون در بنای یادبود او در کلیسای وست مینستر انگلستان به رسمیت شناخته شده است.

## کاربردها
از این اثر در طیف وسیعی از دستگاه های مکانیکی و الکتریکی استفاده می شود.

### ساعت ها
مکانیزم‌های ساعت مکانیکی به تغییرات دما حساس هستند، زیرا هر قسمت دارای تلورانس کوچکی است و این منجر به خطا در حفظ زمان می‌شود. در مکانیزم برخی از ساعت ها، برای جبران این پدیده از نوار دو فلزی استفاده می شود. رایج ترین روش استفاده از ساختار دو فلزی، استفاده از آن برای لبه دایره ای چرخ تعادل است. کاری که انجام می دهد این است که یک وزنه را به صورت شعاعی در راستای صفحه دایره ای به سمت پایین توسط چرخ تعادل حرکت می دهد و سپس تکانه اینرسی چرخ تعادل را تغییر می دهد. همانطور که فنر کنترل کننده تعادل با افزایش دما ضعیف تر می شود، قطر تعادل کوچکتر می شود تا تکانه اینرسی کاهش یابد و دوره نوسان (و در نتیجه زمان سنجی) ثابت بماند.
امروزه از زمان ظهور آلیاژهای با ضریب دمای پایین مانند نیواروکس ، پاراکروم و بسیاری دیگر بسته به هر برند، دیگر از این سیستم استفاده نمی شود.

### ترموستات ها

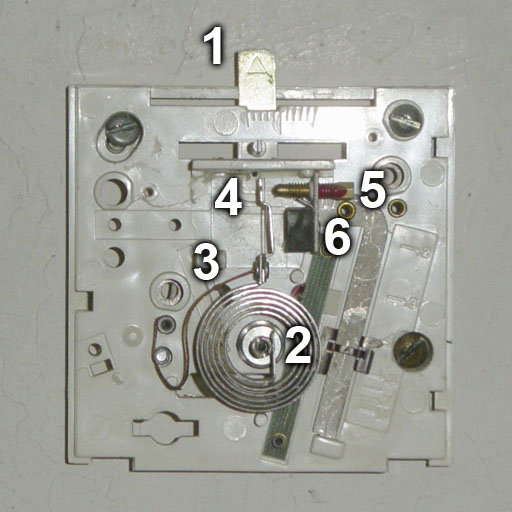
ترموستات با سیم پیچ دو فلزی در (2)

در تنظیم گرمایش و سرمایش از ترموستات هایی استفاده می شود که در طیف وسیعی از دماها کار می کنند. در این ها، یک سر نوار دو فلزی به طور مکانیکی ثابت شده و به منبع برق متصل می شود، در حالی که انتهای دیگر (متحرک) یک تماس الکتریکی را برقرار می کند. در ترموستات های قابل تنظیم، تماس دیگری با یک دستگیره یا اهرم تنظیم قرار می گیرد. موقعیت تنظیم شده دمای تنظیم شده را کنترل می کند که به آن نقطه تنظیم می گویند.
برخی از ترموستات ها از یک کلید جیوه ای متصل به هر دو سیم برق استفاده می کنند. زاویه کل مکانیسم برای کنترل نقطه تنظیم ترموستات قابل تنظیم است.
بسته به کاربرد، دمای بالاتر ممکن است یک تماس را باز کند (مانند کنترل بخاری ) یا ممکن است یک تماس را ببندد (مانند یخچال یا تهویه مطبوع).
تماس های الکتریکی می توانند قدرت را مستقیماً (مانند اتوی خانگی) یا غیرمستقیم کنترل کنند، مثلا برق را از طریق یک رله، یا گاز طبیعی یا نفت کوره را از طریق یک شیر الکتریکی، سوئیچ کنند. در برخی از بخاری های گاز طبیعی، برق ممکن است با یک ترموکوپل تامین شود که توسط یک چراغ پیلوت (یک شعله کوچک که پیوسته می سوزد) گرم می شود. در دستگاه‌هایی که چراغ پیلوت برای جرقه ندارند (مانند اکثر خشک‌کن‌های لباس مدرن گازی و برخی از بخاری‌های گاز طبیعی و شومینه‌های تزئینی) توان برای تماس ها با برق خانگی خفیف شده تامین می‌شود که یک رله کنترل کننده ی  یک جرقه زن الکترونیکی را فعال می کند. این جرقه زن الکترونیکی می تواند یک گرم کننده مقاومتی یا یک دستگاه مولد الکتریکی جرقه باشد.

### دماسنج ها

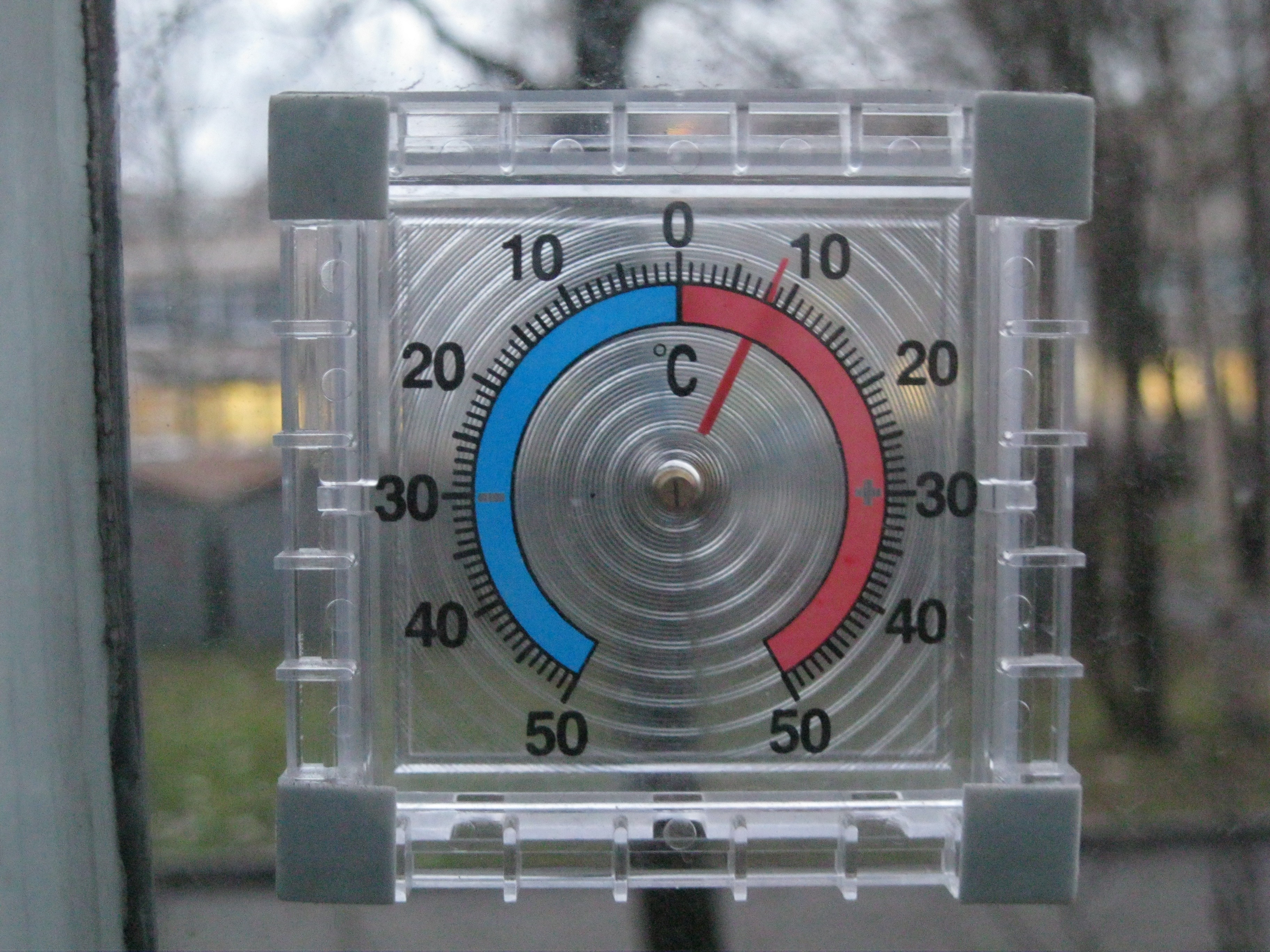
یک دماسنج مکانیکی در فضای باز.

یک دماسنج با نشانگر مستقیم، که در دستگاه های خانگی رایج است (مانند دماسنج پاسیو یا دماسنج گوشت)، در رایج ترین طرح خود، از یک نوار دو فلزی پیچیده شده به شکل یک سیم پیچ استفاده می کند. سیم پیچ، حرکت خطی انبساط فلز را به لطف شکل هلیکوئیدی خود به یک حرکت دایره ای تبدیل می کند. یک سر سیم پیچ به عنوان نقطه ثابت به محفظه دستگاه ثابت می شود و سر دیگر، یک سوزن نشانگر را در داخل یک نشانگر دایره ای به حرکت در می آورد. نوار دو فلزی همچنین در دماسنج ضبط کننده استفاده می شود. دماسنج Breguet از یک مارپیچ سه فلزی تشکیل شده است تا نتیجه دقیق تری داشته باشد.

### موتور گرمایی
موتورهای حرارتی کارآمدترین موتورها نیستند و با استفاده از نوارهای دو فلزی راندمان موتور حرارتی حتی از این نیز کمتر می شود، زیرا محفظه ای برای نگهداشت گرما وجود ندارد. علاوه بر این، نوارهای دو فلزی نمی توانند در حرکات خود نیرو ایجاد کنند، دلیل آن این است که برای دستیابی به خمش (حرکات) معقول، هر دو نوار فلزی باید نازک باشند تا تفاوت بین انبساط ها قابل توجه باشد. بنابراین موارد استفاده از نوارهای فلزی در موتورهای حرارتی بیشتر در اسباب بازی های ساده ای است که برای نشان دادن چگونگی استفاده از این اصل برای به حرکت درآوردن یک موتور حرارتی ساخته شده اند.

### دستگاه های الکتریکی
از نوارهای دو فلزی در قطع کننده های مدار مینیاتوری برای محافظت از مدارها در برابر جریان اضافی استفاده می شود. از یک سیم پیچ برای گرم کردن یک نوار دو فلزی استفاده می شود که خم می شود و پیوندی را ایجاد می کند که یک تماس فنری را باز می کند. این امر باعث قطع شدن مدار می شود و زمانی که نوار دو فلزی خنک شد می توان آن را به حالت اولیه بازگرداند.
نوارهای دو فلزی همچنین در رله‌های تأخیر زمانی، شیرهای ایمنی اجاق گاز ، فلاشرهای حرارتی برای چراغ‌های راهنما قدیمی‌تر و راه‌انداز لامپ‌های فلورسنت استفاده می‌شوند. در برخی دستگاه‌ها، جریانی که مستقیماً از نوار دو فلزی عبور می‌کند، برای گرم کردن آن و عملکرد مستقیم تماس ها کافی است. همچنین از نوار دوفلزی در تنظیم کننده های ولتاژ PWM مکانیکی برای مصارف خودرویی استفاده شده است.

## همچنین ببینید
- کلید ترموتایم

## یادداشت
- Article about compensating the balance wheel against temperature changes by Hodinkee magazine
- Article about the hairspring used in watches by Monochrome magazine